# Província de Sibiu
La província de Sibiu (IPA: [si.'bju]; hongarès: Szeben) és un judeţ, una divisió administrativa de Romania, a Transsilvània, amb capital a Sibiu.

## Límits
- Província de Braşov a l'est.
- Província d'Alba a l'oest.
- Província de Mureş al nord.
- Província de Vâlcea i Comtat d'Argeş al sud.

## Demografia
El 2002, tenia 421,724 i una densitat de població de 78 h/km².
El cens de 2002 donava un repartiment de població de:
- Romanesos - 90,6% (o 382,061)[1]
- Hongaresos - 3,6% (o 15,344)
- Gitanos - 4,1% (or 17,125)
- Alemanys - 1,6% (o 6,554)
- Altres - 0,1% (or 640)

Religió:
- Ortodoxa - 88,9%
- Catòlics grecs - 2,3%
- Reformats - 2,0%
- Catòlics - 1,5%
- Pentecostals - 1,1%
- Baptistes 0,9%
- Altres - 3,3%

| Any  | Població |
| ---- | -------- |
| 1948 | 335.116  |
| 1956 | 372.687  |
| 1966 | 414.756  |
| 1977 | 481.645  |
| 1992 | 452.873  |
| 2002 | 421.724  |

## Personatges il·lustres d'aquesta província
- Emil Cioran
- Octavian Goga

## Divisió administrativa
La província té 2 municipalitats, 9 ciutats i 53 comunes.

### Municipalitats
- Sibiu - capital; població: 170,038
- Mediaş

### Ciutats
- Agnita
- Avrig
- Cisnădie
- Copșa Mică
- Dumbrăveni
- Miercurea Sibiului
- Ocna Sibiului
- Săliște
- Tălmaciu

### Comunes
| - Alţâna - Apoldu de Jos - Arpaşu de Jos - Aţel - Axente Sever - Bazna - Bârghiş - Biertan - Blăjel | - Boiţa - Brateiu - Brădeni - Bruiu - Chirpăr - Cârţa - Cârţişoara - Cristian - Dârlos | - Gura Râului - Hoghilag - Iacobeni - Jina - Laslea - Loamneş - Ludoş - Marpod - Merghindeal | - Micăsasa - Mihăileni - Moşna - Nocrich - Orlat - Păuca - Poiana Sibiului - Poplaca - Porumbacu de Jos | - Racoviţa - Rășinari - Râu Sadului - Roşia - Sadu - Slimnic - Şeica Mare - Şeica Mică - Şelimbăr | - Şura Mare - Şura Mică - Tilişca - Târnava - Turnu Roşu - Valea Viilor - Vurpăr |